# Jeff Dunham
Jeffrey "Jeff" Dunham, född 18 april 1962 i Dallas, Texas, är en amerikansk buktalare och ståuppkomiker. Han använder dockor i sina framträdanden med vilka han för en dialog.
Dunham är ensambarn. Han började som buktalare som åttaåring. Han har uppträtt i många TV-program såsom Star Search, Late Show with David Letterman, Comedy Central Presents och The Tonight Show. Han är känd från Comedy Central genom sina tre framträdanden där: Jeff Dunham: Arguing With Myself, Jeff Dunham: Spark of Insanity och Jeff Dunham's Very Special Christmas Special.
Dunhams mest kända återkommande dockor är:
- Walter, en sur och sarkastisk pensionerad man.
- Peanut, en lila "tessla" från Mikronesien.
- Achmed the Dead Terrorist, skelettet av en död självmordsbombare, med skägg och vit turban.
- José Jalapeño on a Stick, en mexikansk jalapeño med sombrero.
- Bubba J, en hillbilly som älskar öl och NASCAR.
- Melvin the Superhero Guy, en superhjälte med blygsamma superkrafter.
- Sweet Daddy Dee, Jeffs "Manager", en pimp "player in management profession"

## Tidigt liv och karriär
Dunham är född i Dallas, Texas. Han började som buktalare redan som åttaåring. Enligt honom själv är det en inlärd konst (ungefär som att jonglera) som alla som kan prata normalt kan lära sig. Enligt Dunham har han aldrig haft ett "riktigt jobb".
Dunham var med i en Broadway show (Sugar Babies) med Mickey Rooney och Ann Miller 1985 och i the Westbury Music Fair på Long Island. De här tidiga framträdandena, där han använde karaktärer som José Jalapeño on a Stick, lärde han sig värdet av att ändra sina framträdanden beroende på var han är då jalapeño-skämten som funkade bra i Texas inte funkade lite bra för publiken i Long Island.
Dunham gjorde sin debut på The Tonight Show with Johnny Carson 1990. I slutet av hans framträdande blev han erbjuden att sitta i Johnny Carsons soffa, som ett tecken på godkännande.
Dunham medverkade 1996 i ett avsnitt av Ellen, där han spelade en buktalare på en tillställning i ett mötesrum på ett hotell som också var bokat för ett bröllop för Ellens kompis Page. Dunham medverkade också med Walter i en TVreklam för Hertz. Han har också varit med i 60 Minutes II, Fox Sports Net's The Best Damn Sports Show Period,  Hollywood Squares , Entertainment Tonight, Good Morning America  och the WBs Blue Collar TV.
Den 18 juli 2003 medverkade Dunham i Comedy Central Presents, det var hans första soloframträdande på Comedy Central. Under en halvtimme gjorde han en tidig version av Melvin the Superhero Guy, Peanut, José Jalapeño on a Stick och Walter. Dunhams första Comedy Central special, Jeff Dunham: Arguing With Myself, spelades in i Santa Ana, Kalifornien 2006. Hans andra "special" Jeff Dunham: Spark of Insanity spelades in på Warner Theater i Washington, D.C., 2007. Den var tillgänglig på Redboxstands den 4 september 2007 och släpptes på DVD den 18 september 2007. Jeff Dunham's Very Special Christmas Special spelades in på Pabst Theater i Milwaukee, Wisconsin 2008 och hade premiär på Comedy Central den 16 november 2008. Den kom ut på DVD och Blu-Ray den 18 november 2008. Specials-premiärerna hade flest tittare i Comedy Centrals historia.
Den 4 november 2008 släppte Dunham sitt första musikalbum, "Don't Come Home for Christmas", som innehåller originaljulsånger och parodier av "Jingle Bells" av Achmed som är omdöpt till "Jingle Bombs". Alla sångerna, med undantag av "Jingle Bombs", skrevs av Brian Haner, som också var med i Dunhams framträdande som "Guitar Guy". Hans första onscreen-framträdande var i "Jeff Dunham's Very Special Christmas Special".
I mars 2008 skrev Dunham på ett multi-plattformkontrakt med Comedy Central som innehåller löften om en TV-serie, en fjärde "special" som ska släppas 2010, DVDer och annat.
Jeff Dunhams första framträdande för en publik som inte har engelska som modersmål var i Sverige. I början av april 2009 fylldes Kistamässan till sista plats, ca 6 000 personer, när han gjorde sitt enda framträdande dittills i Sverige. Dunham genomförde en mindre Sverigeturné under våren 2011 och besökte då Stockholm och Umeå.
2017 Smurfs: The Lost Village gjorde han rösten till farmer smurf.
| År   | Titel                                        | Roll    | Notes                                                               |
| ---- | -------------------------------------------- | ------- | ------------------------------------------------------------------- |
| 2003 | Comedy Central Presents                      | Himself | Also writer                                                         |
| 2006 | Jeff Dunham: Arguing with Myself             | Himself | TV special; also writer and executive producer                      |
| 2007 | Jeff Dunham: Spark of Insanity               | Himself | TV special; also writer and executive producer                      |
| 2008 | Jeff Dunham's Very Special Christmas Special | Himself | TV special; also writer, executive producer and songwriter          |
| 2009 | The Jeff Dunham Show                         | Himself | 7 episodes; also writer and executive producer                      |
| 2011 | Jeff Dunham: Controlled Chaos                | Himself | TV special; also writer and executive producer                      |
| 2012 | Jeff Dunham: Minding the Monsters            | Himself | TV special; also writer and executive producer                      |
| 2014 | Jeff Dunham: All Over the Map                | Himself | TV special; also writer, executive producer and co-editor           |
| 2017 | Jeff Dunham: Relative Disaters               | Himself | TV special (Netflix); also writer, executive producer and co-editor |